# Дуваленский, Георгий Алексеевич
Георгий Алексеевич Дуваленский (1894 — ?) — советский военно-морской деятель, инженерный работник, механик отряда учебных кораблей Краснознамённого Балтийского флота, инженер-флагман 3-го ранга (1936).

## Биография
Родился в русской семье, предположительно дворянской. В Первой мировой войне на Балтийском флоте как старший инженер и механик эсминца «Страшный». После Октябрьской революции продолжил службу в этом качестве до мая 1918. В дальнейшем старший инженер-механик эсминец «Войсковой» с мая по сентябрь того же года, слушатель электро-механического класса Военно-морской академии с сентября 1918 до мая 1920. Инженер-механик и электрик линейного корабля «Севастополь» с мая по август 1920. В межвоенное время главный электротехник Архангельского главного военного порта Северного флота с августа 1920 до 1921. Помощник командира Мурманского военного порта с марта 1921 до апреля 1922, преподаватель ВМУ имени М. В. Фрунзе с апреля 1922 до марта 1934. Флагманский механик отряда учебных кораблей Краснознамённого Балтийского флота с марта 1924 до сентября 1939. Начальник 3-го отдела УВМУЗ РКВМФ с сентября 1939 до февраля 1941, инспектор УВМУЗ РКВМФ с февраля 1941 до февраля 1943. Затем инспектор по электро-механической подготовке УВМУЗ РКВМФ с февраля 1943 года. На июль 1946 находился в той же должности. Беспартийный на февраль 1945.

## Семья
- Жена — Анна Степановна Дуваленская.
- Сын — Георгий Георгиевич Дуваленский, военно-морской офицер, капитан 1-го ранга (1969)[2].

### Звания
- Инженер-механик-мичман (9 июня 1915);
- Инженер-флагман 3-го ранга (16 марта 1936);[3][4]
- Инженер-капитан 1-го ранга (8 июня 1940)[5].

## Награды
- Орден Ленина за выслугу лет (21.02.1945);
- Орден Красного Знамени за выслугу лет (03.11.1944);
- Орден Красного Знамени за выслугу лет (06.11.1947);
- Орден Красной Звезды (22.07.1944) за заслуги в борьбе с фашистскими захватчиками и подготовку специалистов флота;
- Медаль «20 лет РККА» (1938);
- Медаль «За Победу над Германией в Великой Отечественной войне 1941–1945 гг.»;
- медаль «За Победу над Японией».